# A Twisted Christmas
A Twisted Christmas az amerikai Twisted Sister 2006-ban megjelent albuma. A lemez klasszikus karácsonyi dalokat tartalmaz heavy metal verzióban. A lemezhez két videóklip készült, a Oh Come All Ye Faithful dalra. A video stílusa követi a We're Not Gonna Take It és az I Wanna Rock megoldásait: Egy karácsonyi estét ünnepel egy házaspár, de a feleség kiakad, amikor rájön, hogy a férje egy Twisted Sister lemezt vett neki ajándékba. Elkezd üvöltözni, miközben a szobájukban megjelenik a zenekar előadva a dalt. Az énekdallamaiban felfedezhetőek a We're Not Gonna Take It és a Hava nagila melódiái, a gitárriffekben pedig az AC/DC Problem Child-ja, a Black Sabbath Children of The Graveje, és a Judas Priest You Got Another Thing Comingja.

## Számlista
1. "Have Yourself a Merry Little Christmas" – 4:48
2. "Adeste fideles|Oh Come All Ye Faithful" – 4:40
3. "White Christmas- 3:56
4. "I'll Be Home for Christmas" – 4:08
5. "Silver Bells" – 5:05
6. "I Saw Mommy Kissing Santa Claus" – 3:39
7. "Let It Snow! Let It Snow! Let It Snow!" – 3:09
8. "Deck the Halls" – 2:52
9. "The Christmas Song|The Christmas Song (Chestnuts Roasting on an Open Fire)" – 3:40
10. "Heavy Metal Christmas" ("The Twelve Days of Christmas ") – 5:14
11. Bónusz dal: White Christmas (Spanish) – 4:02
12. Bónusz dal: "We Wish You a Twisted Christmas" (parody/remake of "We Wish You a Merry Christmas") – 0:36

## Közreműködők
- Dee Snider – ének
- Eddie Ojeda – gitár
- Jay Jay French – gitár, háttérének
- Mark "The Animal" Mendoza – basszusgitár, vokál
- A. J. Pero – dob, ütőhangszerek

Vendégzenészek
- Lita Ford – női ének az "I'll Be Home for Christmas" c. dalban
- Doro Pesch -  női ének a "White Christmas" c. dalban